# Francis Money-Coutts (5e baron Latymer)
Francis Burdett Thomas Nevill Money-Coutts, 5e baron Latymer (18 septembre 1852 - 8 juin 1923) est un avocat, poète, librettiste et riche héritier de la fortune de la famille bancaire Coutts à Londres. Il est maintenant surtout connu comme mécène et collaborateur du compositeur espagnol Isaac Albéniz.

## Famille
Son père est le révérend James Drummond Money (décédé en 1875) et sa mère est Clara Burdett (décédée en 1899). Clara est la fille de Francis Burdett (1770 - 1844) et de Sophia Coutts (décédée en 1844). Sophia est l'une des trois filles du riche banquier Thomas Coutts. En 1875, Francis Money, comme il s'appelle alors, épouse Edith Ellen Churchill. En 1881, la sœur de sa mère Clara, Angela Burdett, viole les termes du testament faisant d'elle l'unique héritière de la fortune Coutts, en épousant un étranger (un Américain de 40 ans son cadet). Voyant une opportunité, Clara et son fils adoptent le nom de « Coutts », comme l'exige le testament, et contestent les prétentions d'Angela. Un règlement est conclu et Angela reçoit les deux cinquièmes du revenu jusqu'à sa mort en 1906, date à laquelle Francis devient le seul bénéficiaire.
Francis Money-Coutts devient le 5e baron Latymer en 1913 lorsque le roi George V met fin à la suspension de 336 ans du titre en sa faveur.

## Formation et vie professionnelle
Il fréquente le Collège d'Eton et l'Université de Cambridge (MA; LL.M., 1878). Il devient avocat en 1879 et travaille plus tard comme Solliciteur dans le Surrey. Bien que souvent décrit comme un banquier, il s'intéresse trop aux arts pour être un banquier sérieux. Il est à un moment envisagé pour être associé dans l'entreprise, mais cette idée est abandonnée, car il est jugé trop instable de tempérament pour un tel poste. En tout cas, sa vocation préférée est celle d'auteur. Adoptant le pseudonyme de "Mountjoy", il écrit et publie au moins 23 ouvrages entre 1896 et 1923. Beaucoup d'entre eux sont des recueils de poèmes. Il travaille également pour l'éditeur John Lane à Londres, écrivant des préfaces et éditant des recueils de poèmes d'autres auteurs, dont Alfred Tennyson (Flowers of Parnassus, 27 volumes, 1900 - 1906) et Jeremy Taylor (The Marriage Ring, 1907) .

## Collaboration avec Albéniz
À la fin des années 1880, Money-Coutts s'occupe des finances des théâtres Lyriques et du théâtre du Prince de Galles. Grâce à cette connexion, il devient un admirateur de la musique d'Albéniz. Bientôt, il fait la connaissance du compositeur, devenant finalement un ami intime et un bienfaiteur. Ils collaborent à une série d'opéras, dont Coutts écrit les livrets. Le premier opéra de la série est Henry Clifford (1895), suivi de Pepita Jiménez (1896), et une trilogie arthurienne, dont une seule partie, Merlin (1902), est achevée et mise en scène.

## Liste des œuvres

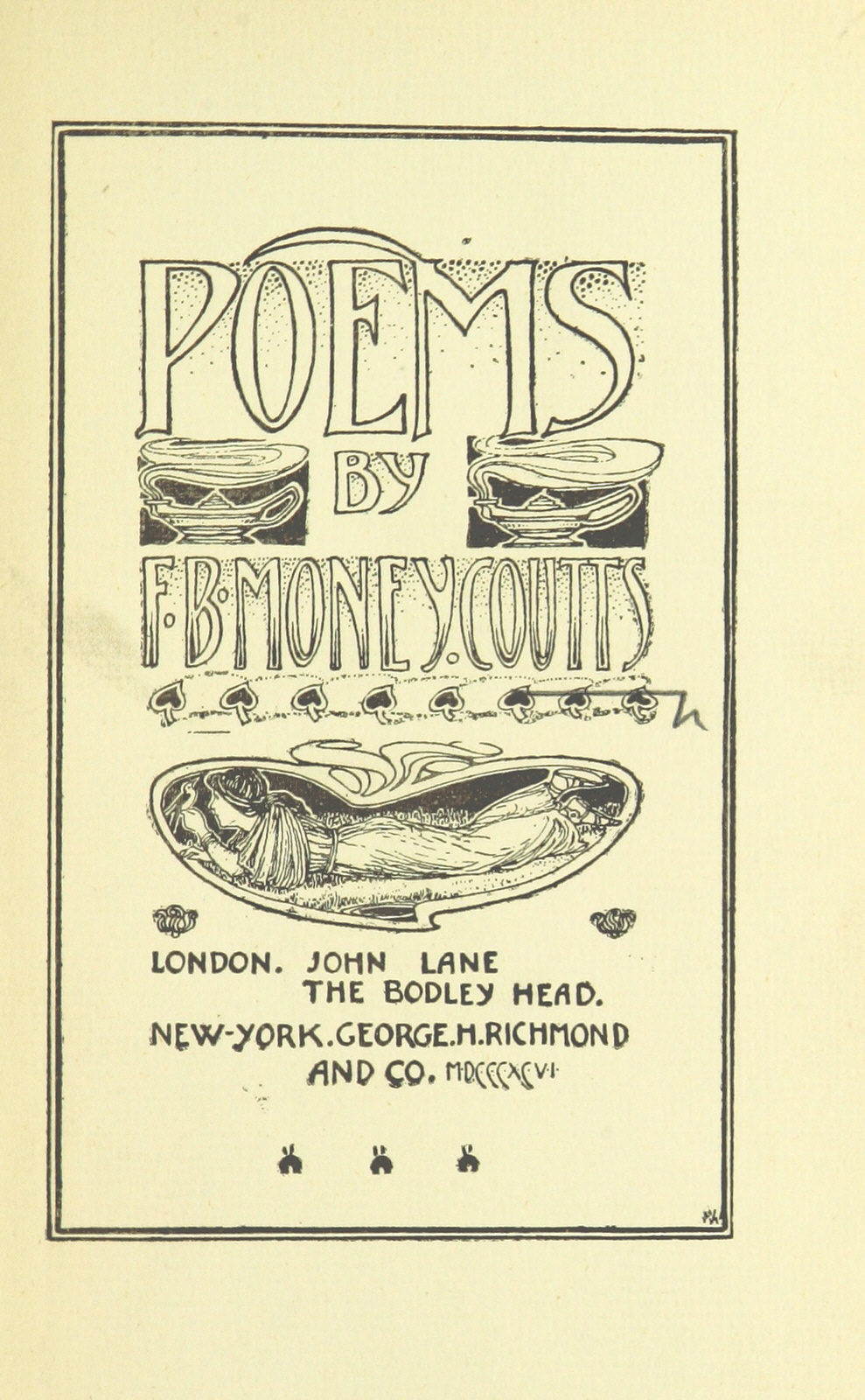
Page de titre de Poèmes (1896)

Money-Coutts est l'auteur des ouvrages suivants:
- Poems (1896)
- The Revelation of St. Love the Divine (1898)
- The Alhambra (1898)
- The Mystery of Godliness (1900)
- The Nutbrown Maid (1901)
- The Poet's Charter (1902)
- Musa Verticordia (1904)
- The Song of Songs: a Lyrical Folk-Play of the Ancient Hebrews Arranged in Seven Scenes (1906)
- The Heresy of Job with the Inventions of William Blake (1907)
- Romance of King Arthur (1907)
- Psyche (1911), poems
- Egypt and Other Poems (1912)
- The Royal Marines (1915)
- The Spacious Times, and Others (1920), poems
- Well (1922), a guidebook to the village of Well, Yorkshire
- Selected Poems (1923)